# Sixteen (Castingshow)
Sixteen (kor. 식스틴) war eine südkoreanische Gesangs-Castingshow, die zwischen Mai und Juli 2015 vom Fernsehsender Mnet ausgestrahlt wurde.
Aus der Show sollte eine Girlgroup gebildet werden. Dieses Projekt wurde letztlich in Form der neunköpfigen Gruppe Twice realisiert.

## Teilnehmerinnen
Insgesamt nahmen 16 Mädchen an der Sendung, welche ihre Sieger mittels Ausscheidungsrunden auswählte, teil. Diese waren:
| #  | Name                           | Geburtsdatum       |
| -- | ------------------------------ | ------------------ |
| 1  | Im Na-yeon (임나연)            | 22. September 1995 |
| 2  | Yoo Jeong-yeon (유정연)        | 1. November 1996   |
| 3  | Momo Hirai (平井 もも)         | 9. November 1996   |
| 4  | Sana Minatozaki (湊崎 紗夏)    | 29. Dezember 1996  |
| 5  | Park Ji-hyo (박지효)           | 1. Februar 1997    |
| 6  | Mina Myōi (名井 南)            | 24. März 1997      |
| 7  | Song Min-young (송민영)        | 27. Februar 1998   |
| 8  | Park Ji-won (박지원)           | 20. März 1998      |
| 9  | Kim Da-hyun (김다현)           | 28. Mai 1998       |
| 10 | Son Chae-young (손채영)        | 23. April 1999     |
| 11 | Chou Tzu-yu (周子瑜)           | 14. Juni 1999      |
| 12 | Lee Chae-yeon (이채연)         | 11. Januar 2000    |
| 13 | Kim Eun-suh (김은서)           | 14. November 2000  |
| 14 | Jeon So-mi (전소미)            | 9. März 2001       |
| 15 | Lee Chae-ryeong (이채령)       | 5. Juni 2001       |
| 16 | Natty (Ahnatchaya Suputhipong) | 30. Mai 2002       |

Beurteilt wurden nicht nur Fähigkeiten in Gesang und Tanz, sondern auch Charisma und persönliche Merkmale.
| Pos. | Name       | Platzierung    |
| ---- | ---------- | -------------- |
| 1.   | Nayeon     | Gewinnerin     |
| 2.   | Tzuyu      | Ausgeschieden* |
| 3.   | Jeongyeon  | Gewinnerin     |
| 4.   | Mina       | Gewinnerin     |
| 5.   | Dahyun     | Gewinnerin     |
| 6.   | Sana       | Gewinnerin     |
| 7.   | Chaeyoung  | Gewinnerin     |
| 8.   | Jihyo      | Gewinnerin     |
| 9.   | Somi       | Ausgeschieden  |
| 10.  | Chaeryeong | Ausgeschieden  |
| 11.  | Minyoung   | Ausgeschieden  |
| 12.  | Natty      | Ausgeschieden  |
| 13.  | Jiwon      | Ausgeschieden  |
| 14.  | Momo       | Ausgeschieden* |
| 15.  | Eunsuh     | Ausgeschieden  |
| 16.  | Chaeyeon   | Ausgeschieden  |

Obwohl Momo und Tzuyu bereits ausgeschieden waren, wurden sie im Finale zur Gruppe hinzugefügt.